# Phantom OS
Phantom OS è un sistema operativo prevalentemente fatto dai programmatori russi. Il sistema Phantom è basato su un concetto di memoria virtuale persistente ed è orientato al codice gestito. Phantom OS è uno dei pochi sistemi operativi che non sono basati su concetti classici di sistemi Unix. Il suo obiettivo primario è quello di raggiungere contemporaneamente la semplicità e l'efficacia sia nel sistema operativo che nelle applicazioni .
Phantom si basa sul principio che "Tutto è un oggetto", in contrasto con l'approccio Unix che invece è "Tutto è un file".
Il codice è gestito in modo tale che la protezione della memoria sia a livello di oggetto, piuttosto che a livello di processo; l'assenza di aritmetica del puntatore nel codice gestito evita molti problemi presenti nel codice non gestito.
Lo Spazio globale di indirizzi è IPC che è molto efficace e poco costoso. Lo spazio di indirizzi singolo (piatto) consente il trasferimento di oggetti da un processo (applicazione) ad un altro trasferendo i collegamenti a tale oggetto. La sicurezza viene raggiunta attraverso l'assenza di aritmetica del puntatore e l'incapacità di un'applicazione per ottenere collegati ad un oggetto diverso da quello chiamato un metodo pubblico.
Persistenza: il codice dell'applicazione non vede l'avvio del sistema operativo e potrebbe continuare a vivere per sempre: questo rende obsoleto il concetto di un file e qualsiasi struttura di variabili o dati che può essere memorizzata per sempre e, allo stesso tempo, essere disponibile direttamente tramite un puntatore. A differenza dell'ibernazione che è fatto in altri sistemi operativi, la persistenza è nei principi fondamentali del core di Phantom OS. È fatto in modo trasparente per le applicazioni; Nella maggior parte dei casi non richiede la ri-programmazione di un'applicazione. La persistenza rimane anche se il computer si blocca.
Sono disponibili due modi di migrazione di codice:
- Convertitore dal bytecode JVM - presumibilmente permetterà l'importazione di bytecode Java e di altri linguaggi di programmazione che mirano alla macchina virtuale Java.
- POSIX-subsystem consente la porta di codice applicativo da Unix / Linux - anche se le caratteristiche importanti di Phantom OS non saranno disponibili.

Attualmente il sistema esiste nella versione alfa per i processori ia32. La porta all'architettura ARM è in corso (attualmente in fase di test, non ancora pronta per l'uso) e la porta a MIPS e l'amd64 è stata avviata. Il funzionamento del kernel è stato dimostrato nelle più grandi reti informatiche russe RIT 2011, ADD 2010 CC 2010,, CC 2010, e 2009.
Il progetto è aperto ai contributori per unirsi.